# Grand lac de l'Oule
Pour les articles homonymes, voir Oule.
Le Grand lac de l'Oule est situé dans le massif des Cerces dans les Hautes-Alpes, à une altitude de 2425 mètres. On peut y accéder depuis le col du Granon et depuis Névache.